# Nikolaj Kornějevič Čukovskij
Nikolaj Kornějevič Čukovskij (rusky Николaй Корнеевич Чукoвский; 20. květnajul./ 2. června 1904greg., Oděsa – 4. listopadu 1965, Moskva) byl ruský sovětský spisovatel a překladatel, syn spisovatele Korněje Ivanoviče Čukovského.

## Život
Mládí prožil Čukovskij v Petrohradu, kde studoval dějiny umění. Roku 1922 debutoval jako básník. Za druhé světové války působil v obleženém Leningradě jako dopisovatel armádního tisku. V posledních letech života byl členem vedení Svazu sovětských spisovatelů a předsedou jeho sekce překladatelů. Zemřel v Moskvě a je pochován je na Novoděvičím hřbitově.
Je autorem celé řady knih pro mládež, zejména dobrodružných příběhů o slavných mořeplavcích, shrnutých do knihy Водители фрегатов (1941, Velitelé fregat, česky jako Čtyři kapitáni).
Jako překladatel se zaměřoval na díla Stevensona, Doyla, Twaina, Setona a dalších.

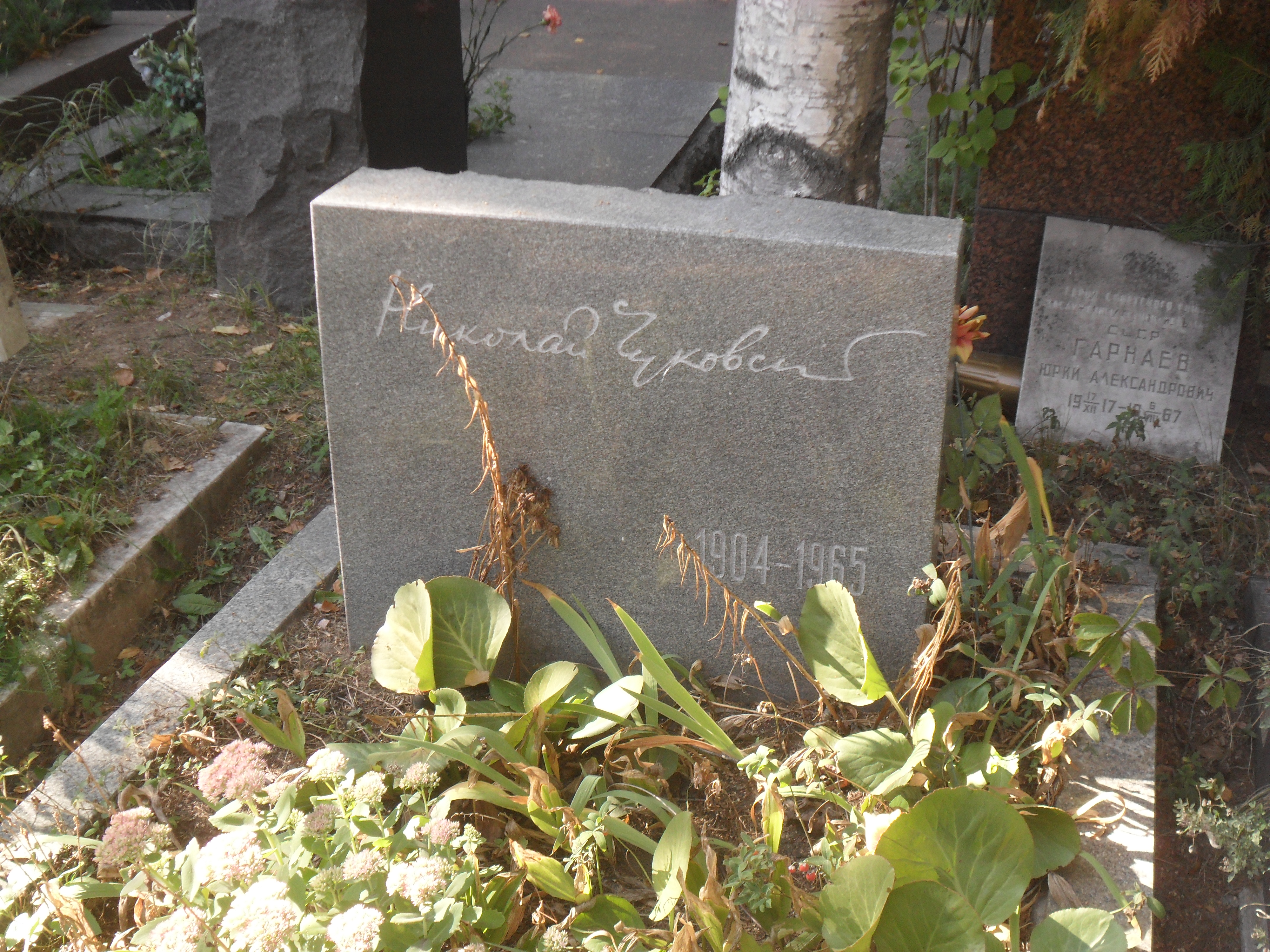
Spisovatelův hrob na Novoděvičím hřbitově v Moskvě

## Dílo
- Капитан Джеймс Кук (1927, Kapitán James Cook), česky jako Z chudého chlapce slavným mořeplavcem, kniha o anglickém mořeplavci Jamesi Cookovi.
- Разноцветные моря (1928, Barevné moře), povídka.
- Русская Америка (1928, Ruská Amerika), cestopisný román pro mládež odehrávající se v Arktidě.
- Навстречу гибели (1929, Vstříc záhubě), česky jako Poslední plavba kapitána Lapérouse.
- Один среди людоедов (1930, Sám mezi lidojedy), povídka.
- Путешествие капитана Крузенштерна (1930, Putování kapitána Kruzenšterna), kniha o ruském admirálovi a mořeplavci Krunzenšternovi.
- Юность (1930, Mládí), román o životě bývalých gymnazistů v porevolučním Rusku.
- В солнечном доме (1931, V slunečním domě), sbírka povídek.
- Повести (1933, Povídky), sbírka povídek.
- Слава (1935, Sláva), román o Kronštadském povstání.
- Княжий угол (1936, Knížecí kout), román o Tambovském povstání, česky jako Na Knížecí.
- Ярославль (1938, Jaroslavl), román o Jaroslavském povstání.
- Водители фрегатов: Книга о великих мореплавателях (1941, Velitelé fregat: kniha o velkých mořeplavcích), česky jako Čtyři kapitáni nebo jako Pod plachtami kolem světa.
- Морской охотник (1945, Mořský lovec), povídka.
- Домик на рекe (1947, Domek u řeky), povídka pro mládež, ve které se chlapec snaží rozluštit záhadu kolem smrti svého otce, který byl partyzánem.
- Балтийское небо (1955, Baltické nebe), román o sovětských letcích, bránících obležený Leningrad.
- Битвы и годы (1957, Boje a léta), souborné vydání románů Княжий угол a Ярославль.
- Беринг (1961, Bering), česky jako Objevitel neznámých břehů (kniha o dánském mořeplavci Beringovi, který se plavil ve službách ruského carského námořnictva).
- Девочка Жизнь (1965, Dívenka Život), povídka z války.

## Filmové adaptace
- Балтийское небо (1960, Baltické nebe), dvoudílný sovětský film, režie Vladimir Vengerov, česky uvedeno pod názvem Leningradské nebe.[3]

## Česká vydání
- Ruská Amerika, Nový svět, Praha 1931 přeložil Václav Jaroš, znovu 1946.
- Z chudého chlapce slavným mořeplavcem, Josef Hokr, Praha 1935, přeložil Václav Jaroš, znovu 1946.
- Poslední plavba kapitána Lapérouse, Práce, Praha 1945, přeložil Evžen Petr, znovu 1949.
- Mořský lovec, Nakladatelské družstvo Máje, Praha 1948, přeložila Olga Ptáčková-Macháčková
- Domek u řeky, Mladá fronta, Praha 1950, přeložil František Holešovský.
- Poslední plavba kapitána Lapérouse, SNDK, Praha 1956, přeložil Evžen Petr.
- Baltické nebe, Naše vojsko, Praha 1958, přeložila Elena Dušková.
- Čtyři kapitáni, SNDK, Praha 1959, přeložil Evžen Petr, znovu 1964, Albatros 1970 a 1977 a Naše vojsko 2014.
- Boje a léta, Naše vojsko, Praha 1961, přeložila Elena Dušková, obsahuje romány Jaroslavl a Na Knížecí.
- Objevitel neznámých břehů, Svět sovětů, Praha 1967, přeložila Vlasta Tafelová.
- Pod plachtami kolem světa, Albatros, Praha 1985, přeložila Hana Štěpánková, jde o knihu Čtyři kapitáni vydanou v novém překladu.